# Karl af Preussen (1801-1883)
Prins Karl af Preussen (29. juni 1801 - 21. januar 1883) er tredje søn af Frederik Vilhelm 3. af Preussen og dennes hustru Louise af Mecklenburg-Strelitz. To af hans ældre brødre, Frederik Vilhelm og Vilhelm, opnåede at blive preussiske konger, den sidste endda også tysk kejser. Desuden var hans ældre søster Charlotte kejserinde i Rusland. 
På trods af en særdeles lang militær karriere er han mest kendt i eftertiden for sin store gavmildhed og samlinger af kunst og våben.
Karl blev gift 26. maj 1827 med Marie af Sachsen-Weimar-Eisenach på Schloss Charlottenburg i Berlin. Parret fik tre børn:
1. Frederik Karl af Preussen (1828-1885) - gift med Maria Anna af Anhalt-Dessau
2. Louise af Preussen (1829-1901) - gift med Alexis af Hessen-Philippsthal-Barchfeld
3. Anna af Preussen (1836-1918) - gift med Frederik Vilhelm af Hessen-Kassel, dansk tronarving, bror til dronning Louise af Danmark